# Enrico Pieranunzi
Enrico Pieranunzi (Roma, 5 dicembre 1949) è un pianista, compositore, arrangiatore e jazzista italiano.

## Biografia
Figlio di Renata Brillantini e Alvaro Pieranunzi, compie studi classici di pianoforte da giovanissimo, diplomandosi e diventandone docente al conservatorio sin dal 1973. Si avvicina al jazz grazie alla passione  per questo genere musicale, del padre, chitarrista jazz e seguace di Django Reinhardt. La commistione, nella sua formazione, tra pianoforte classico e jazz, contribuisce a definirne lo stile e il linguaggio musicale, dove sono evidenti le influenze della musica di Debussy.
Pieranunzi Inizia la sua carriera jazzistica verso la metà degli anni '70. Come pianista jazz ha registrato oltre 70 CD, spaziando dal pianoforte solo a varie formazioni con pianoforte. Ha suonato e registrato con molti jazzisti di livello mondiale, tra i quali Chet Baker, Art Farmer, Irio De Paula, Lee Konitz, Marc Johnson, Joey Baron, Paul Motian, Charlie Haden, Gabriele Mirabassi, Jim Hall, e ha partecipato ai più importanti festival italiani (Roccella Jazz Festival "Rumori Mediterranei", Umbria Jazz, Ravenna, Milano Ciak) e internazionali (Montréal, Copenaghen, Berlino, Madrid). Nel 2004 ha compiuto una tournée in Giappone suonando con il bassista Marc Johnson e il batterista Joey Baron.
Nell'annuale referendum indetto dalla rivista "Musica Jazz" è stato votato miglior jazzista italiano del 1989, mentre nel 1993 l'"Academie du jazz" francese lo ha segnalato fra i primi tre musicisti jazz europei. Come compositore ha scritto oltre 200 pezzi, alcuni dei quali sono diventati dei veri e propri standard e sono stati inclusi nella celebre raccolta "The New Real Book".
Suo fratello è il violinista Gabriele Pieranunzi, solista di rango e 1° violino di spalla per chiara fama al Teatro San Carlo di Napoli.
Partecipa alla terza edizione del festival Treviso Suona Jazz, suonando insieme a Federico Casagrande la sera del 24 maggio 2017 a Palazzo Giacomelli.

## Discografia

### Come leader
- 1975 - Jazz a confronto 24 (Horo Records, HLL 101-24)
- 1976 - New & Old Jazz Sounds (Edi-Pan Records, MPS 3038)
- 1976 - The Day After the Silence (Edi-Pan Records, NPG 800)
- 1978 - A Long Way (Carosello Records, CLE 21039)
- 1978 - From Always...to Now! (Edi-Pan Records, NPG 803)
- 1979 - Soft Journey (Edi-Pan Records, NPG 805) con Chet Baker
- 1980 - Isis (Soul Note Records, SN 1021) con Art Farmer
- 1980 - Jazz Roads (CAM Records, CML 193)
- 1982 - Inconsequence
- 1984 - New Lands (Timeless Records, SJP 211)
- 1984 - Live at the Berlin Jazz Days '84
- 1985 - What's What (YVP Music Records, 3006)
- 1986 - Deep Down (Soul Note Records, LP 121121-1)
- 1986 - Enrico Pieranunzi Trio vol. 1
- 1987 - Il pianoforte senza confini (only as LP)(Fonit Cetra, ALP 2014)
- 1988 - Meridies (Gala Records, GLLP 91019)
- 1988 - The Heart of the Ballad (Philology Records, 214 W20) con Chet Baker
- 1988 - Solitudes (Philology Records, W.028) duo con Lee Konitz
- 1988 - Enrico Pieranunzi Trio vol 2
- 1989 - No Man's Land (Soul Note Records, 121221)
- 1989 - Just Friend's (only as LP)
- 1990 - Parisian Portraits (IDA Records, IDA 026)
- 1990 - Yellow & Blue Suites (Challenge Records, CHR 70131) con Marc Johnson
- 1991 - Live in Castelnuovo
- 1991 - Triologues (YVP Records, 3026)
- 1991 - Elsa (Philology Records, W.206) con Phil Woods
- 1992 - Flux and Change (Soul Note Records, 121242) con Paul Motian
- 1993 - Nausicaa (Egea Records, SCA037) con Enrico Rava
- 1993 - Untold Story (IDA Records, IDA 036)
- 1994 - Seaward (Soul Note Records, 121272)
- 1995 - Trioscape, vol. 4  Enrico Pieranunzi (YVP Records, CD 3050)
- 1995 - Live in Germany (YVP 3059)
- 1996 - The Night Gone By (AlfaJazz, Japan)
- 1997 - The Chant of Time (Alpha Jazz Records, ALCB 3915)
- 1997 - Ma l'amore no (feat. Ada Montellanico) - Soul Note 12132
- 1998 - Un'alba dipinta sui muri (Egea SCA070)
- 1998 - Con infinite voci (Egea SCA071)
- 1999 - Don't Forget the Poet (Challenge CHR70065)
- 1999 - Perugia Suite Egea SCA093
- 1999 - Daedalus' Wings (Challenge Records, CHR 70069)
- 2000 - Alone Together (Challenge CHR70070)
- 2000 - Live in Switzerland (YVP 3083)
- 2000 - Racconti mediterranei (feat. M.Johnson, G.Mirabassi) - Egea SCA078
- 2000 - Canto nascosto (Egea SCA080)
- 2000 - Multiple Choise (YVP 3079)
- 2000 - Improvised Forms for Trio
- 2000 - Evans Remembered (Via Veneto VVJ031)
- 2000 - Plays the Music of Wayne Shorter (Challenge CHR70083)
- 2001 - Live in Paris
- 2001 - Current Conditions (feat. M.Johnson, J.Baron) - Cam Jazz CAM7756
- 2002 - Play Morricone 1 & 2 (feat. M.Johnson, J.Baron) - Cam Jazz CAM504425
- 2002 - Doorways (w Paul Motian)
- 2002 - Trasnoche (feat. M.Johnson) - Egea SCA098
- 2002 - One Lone Star, vol. 7 - YVP 3104
- 2002 - Les Amants (Egea)
- 2003 - Special Encounter (w P.Motian, C.Haden)
- 2003 - Fellinijazz (Cam Jazz CAM7761)
- 2004 - Live in Japan (Cam Jazz)
- 2004 - Ballads (w Marc Johnson, Joey Baron)
- 2004 - As Never Before (Cam Jazz)
- 2004 - Dream Dance
- 2004 - Duologues (feat. Jim Hall)
- 2005 - Live Conversations
- 2005 - Danza di una ninfa (Storie di Tenco)
- 2006 - Jazz Italiano Live 2006
- 2007 - Wandering
- 2007 - Enrico Pieranunzi Plays Domenico Scarlatti (Cam Jazz)
- 2008 - New York Reflections (only as LP)
- 2008 - Enrico Pieranunzi Latin Jazz Quintet Live at Birdland (Cam Jazz)
- 2009 - Permutation
- 2010 - Live at the Village Vanguard
- 2010 - 1685 Enrico Pieranunzi Plays Bach Handel Scarlatti
- 2011 - Stories
- 2013 - Proximity
- 2013 - Bluestop
- 2014 - Double Circle
- 2014 - Home is where the heart is
- 2014 - The Music of Enrico Pieranunzi
- 2014 - My songbook
- 2015 - NEW SPRING Live At The Village Vanguard (only USA & Japan)
- 2015 - Tales From The Unexpected
- 2015 - Ménage à Trois
- 2015 - Americas
- 2016 - European Trio
- 2022 - Something Tomorrow (Storyville Records)

### Come sideman
- 1973 - Jazz a confronto 2
- 1975 - Jazz a confronto 16
- 1975 - Jazz a confronto 20
- 1976 - Jazz a confronto 34 (only as LP)
- 1977 - Sonorities
- 1978 - Colours - (Edi-Pan Records, NPG 807)
- 1978 - Duo Bones (only as LP)
- 1979 - Hinterland (only as LP)
- 1980 - Con Alma
- 1981 - Bass in the sky
- 1984 - Il rito della Sibilla
- 1987 - Silence (Soul Note Records, SN 1172)
- 1988 - Little Girl Blue (Philology Records, 214 W21) con Chet Baker
- 1988 - Phil's Mood (Philology Records, W27.2) con Phil Woods
- 1988 - Blew (Philology Records), con Lee Konitz
- 1989 - Piana-Valdambrini Sextet
- 1987 - Moon Pie - Blue and Golden (YVP Music Records, 7019)
- 1990 - First Song (Soul Note Records, 121222) con Charlie Haden e Billy Higgins
- 1990 - Bella (Philology Records, W.064) con E. Rava, E. Pietropaoli e R. Gatto
- 1991 - Live at the Corridonia Jazz Festival (Philology Records, W.211) con Phil Woods
- 1997 - The Kingdom (M. Vinding, A. Riel) - Stunt 19703
- 2000 - Plays Rugantino
- 2005 - Di mezzo il mare
- 2007 - Kind of Blue all Stars

### Altro
- 1980 - Il bandito dagli occhi azzurri (Cerberus Records, CEM S 0114) colonna sonora di Ennio Morricone)
- 1984 - Autumn Song (Enja Records, 4094)
- 1986 - Space Jazz Trio Vol. 1 (YVP Music Records, 3007)
- 1988 - Space Jazz Trio Vol. 2 (YVP Music Records, 3015)
- 1990 - The Dream Before Us (IDA Records, IDA 028) con Marc Johnson
- 1993 - In That Dawn of Music (Soul Note Records, SNMJ 003-2)
- 2000 - Improvised Forms for Trio - Challenge CHR70084

## Riconoscimenti
- 1982 - Premio della critica discografica per l'album Isis - Soul Note (Enrico Pieranunzi Quartetto & Quintetto con Art Farmer)
- 1983 - Miglior Musicista italiano. Referendum Musica Jazz (insieme a D’Andrea, Rava, Urbani, Trovesi, Gaslini, Bagnoli)
- 1988 - Miglior Gruppo Italiano. Referendum Musica Jazz (Space Jazz trio)
- 1989 - Miglior Musicista italiano. Referendum Musica Jazz. Miglior Gruppo Italiano Referendum Musica Jazz (Space Jazz Trio)
- 1995 - Miglior cd dell’anno Musica & Dischi “Flux & Change – Duo con Paul Motian (Soul Note)
- 1996 - Choc de l’année di Jazzman per il CD “The Night Gone By”
- 1997 - “Django d’Or” Miglior Musicista Europeo
- 2002 - Premio per il jazz “Palazzo Valentini” Provincia di Roma
- 2003 - Miglior Musicista Italiano. Referendum Musica Jazz
- 2005 - Premio Jazz in Europe Guinness Jazz Festival (Cork)
- 2008 - Miglior musicista Italiano. Referendum Musica Jazz (insieme a Franco D’Andrea)
- 2009 - Premio de l’Academie du Jazz Francese per il miglior inedito (Yellow and Blue Suites, duo con Marc Johnson - Challenge Records)
- 2015 - Top Jazz 2014 - Una vita per il Jazz

## Editoria musicale
- Enrico Pieranunzi / 7 Solos transcribed note-by-note by Marco di Gennaro, per pianoforte, Carisch, Milano, 2007, ISBN 978-88-507-1174-1